# Campeonato Goiano de Futebol de 2019
O Campeonato Goiano de Futebol de 2019 foi a 76ª edição da divisão principal do campeonato estadual de Goiás. O campeão foi o Atlético Goianiense, que conquistou seu 14º título. O Goiás foi o vice-campeão. Já Itumbiara e Novo Horizonte  foram os rebaixados.

## Regulamento

### Primeira fase
O Campeonato Goiano de 2019 foi disputado por doze clubes, divididos em dois grupos, com dois turnos; os times do Grupo A enfrentaram os do Grupo B. Após a primeira fase ser encerrada, os primeiros colocados de cada grupo e os outros seis de melhor campanha (independente do grupo) fazem as quartas de finais.  Os dois piores times da competição, independente se estão no mesmo grupo, caíram para a Divisão de Acesso de 2020. Os três primeiros colocados disputarão a Copa do Brasil de 2020 e, os três melhores colocados que não disputam a primeira ou segunda divisões do Campeonato Brasileiro disputarão a Série D de 2020.

### Segunda fase
- Os confrontos das quartas de final serão definidos por cruzamento olímpico (1º x 8º, 2º x 7º, 3º x 6º e 4º x 5º).
- Empate em pontos e saldo de gols levará a decisão para os pênaltis em qualquer mata-mata.
- O time de melhor campanha fará o segundo jogo em casa.

## Critérios de desempate

### Primeira fase
Caso haja empate de pontos entre dois clubes, os critérios de desempates são aplicados na seguinte ordem:
1. Número de vitórias
2. Saldo de gols
3. Gols marcados
4. Número de cartões vermelhos
5. Número de cartões amarelos
6. Sorteio

## Participantes[2]
| Equipe              | Sede                 | Em 2018 | Estádios                        | Títulos (último) |
| Anapolina           | Anápolis             | 4º (A)  | Jonas Duarte                    | 0 (não possui)   |
| Aparecidense        | Aparecida de Goiânia | 2º (A)  | Anníbal Batista de Toledo       | 0 (não possui)   |
| Atlético Goianiense | Goiânia              | 7º (A)  | Antônio Accioly                 | 13 (2014)        |
| CRAC                | Catalão              | 1º (B)  | Genervino da Fonseca            | 2 (2004)         |
| Goianésia           | Goianésia            | 4º (B)  | Valdeir José de Oliveira        | 0 (não possui)   |
| Goiânia             | Goiânia              | 3º (B)  | Olímpico Pedro Ludovico         | 14 (1974)        |
| Goiás               | Goiânia              | 1º (A)  | Hailé Pinheiro                  | 28 (2018)        |
| Grêmio Anápolis     | Anápolis             | 6º (A)  | Jonas Duarte                    | 0 (não possui)   |
| Iporá               | Iporá                | 5º (A)  | Estádio Francisco José Ferreira | 0 (não possui)   |
| Itumbiara           | Itumbiara            | 8º (A)  | Juscelino Kubitschek            | 1 (2008)         |
| Novo Horizonte      | Ipameri              | 2º (B)  | Durval Ferreira Franco          | 0 (não possui)   |
| Vila Nova           | Goiânia              | 3º (A)  | Onésio Brasileiro Alvarenga     | 15 (2005)        |

## Televisão
A TV Anhanguera (afiliada da Rede Globo) detém todos os direitos do campeonato na TV Aberta. O Goianão também é transmitido pela FGF TV, canal da Federação Goiana de Futebol.

## Fase final
|  | Quartas de final    | Quartas de final    | Quartas de final | Quartas de final |   |           | Semifinais               | Semifinais               | Semifinais               | Semifinais               |  |                     | Final            | Final            | Final            | Final            |  |  |
|  | 23 a 27 de março    | 23 a 27 de março    | 23 a 27 de março | 23 a 27 de março |   |           | 30 de março a 7 de abril | 30 de março a 7 de abril | 30 de março a 7 de abril | 30 de março a 7 de abril |  |                     | 14 e 21 de abril | 14 e 21 de abril | 14 e 21 de abril | 14 e 21 de abril |  |  |
|  |                     |                     |                  |                  |   |           |                          |                          |                          |                          |  |                     |                  |                  |                  |                  |  |  |
|  | Vila Nova           | 2                   | 0                | 2                |   |           |                          |                          |                          |                          |  |                     |                  |                  |                  |                  |  |  |
|  | CRAC                | 0                   | 1                | 1                |   |           |                          |                          |                          |                          |  |                     |                  |                  |                  |                  |  |  |
|  | CRAC                | 0                   | 1                | 1                |   | Vila Nova | 1                        | 0                        | 1                        |                          |  |                     |                  |                  |                  |                  |  |  |
|  |                     |                     |                  |                  |   | Vila Nova | 1                        | 0                        | 1                        |                          |  |                     |                  |                  |                  |                  |  |  |
|  |                     | Atlético Goianiense | 1                | 1                | 2 |           |                          |                          |                          |                          |  |                     |                  |                  |                  |                  |  |  |
|  | Anapolina           | Atlético Goianiense | 1                | 1                | 2 | 0         | 1                        | 1                        |                          |                          |  |                     |                  |                  |                  |                  |  |  |
|  | Anapolina           |                     |                  |                  |   | 0         | 1                        | 1                        |                          |                          |  |                     |                  |                  |                  |                  |  |  |
|  | Atlético Goianiense | 3                   | 4                | 7                |   |           |                          |                          |                          |                          |  |                     |                  |                  |                  |                  |  |  |
|  | Atlético Goianiense | 3                   | 4                | 7                |   |           |                          |                          |                          |                          |  | Atlético Goianiense | 3                | 1                | 4                |                  |  |  |
|  |                     |                     |                  |                  |   |           |                          |                          |                          |                          |  | Atlético Goianiense | 3                | 1                | 4                |                  |  |  |
|  |                     | Goiás               | 0                | 0                | 0 |           |                          |                          |                          |                          |  |                     |                  |                  |                  |                  |  |  |
|  | Goiânia             | Goiás               | 0                | 0                | 0 | 1         | 3                        | 4                        |                          |                          |  |                     |                  |                  |                  |                  |  |  |
|  | Goiânia             |                     |                  |                  |   | 1         | 3                        | 4                        |                          |                          |  |                     |                  |                  |                  |                  |  |  |
|  | Goianésia           | 1                   | 2                | 3                |   |           |                          |                          |                          |                          |  |                     |                  |                  |                  |                  |  |  |
|  | Goianésia           | 1                   | 2                | 3                |   | Goiânia   | 0                        | 1                        | 1                        |                          |  |                     |                  |                  |                  |                  |  |  |
|  |                     |                     |                  |                  |   | Goiânia   | 0                        | 1                        | 1                        |                          |  |                     |                  |                  |                  |                  |  |  |
|  |                     | Goiás               | 3                | 3                | 6 |           |                          |                          |                          |                          |  |                     |                  |                  |                  |                  |  |  |
|  | Aparecidense        | Goiás               | 3                | 3                | 6 | 1         | 2                        | 3                        |                          |                          |  |                     |                  |                  |                  |                  |  |  |
|  | Aparecidense        |                     |                  |                  |   | 1         | 2                        | 3                        |                          |                          |  |                     |                  |                  |                  |                  |  |  |
|  | Goiás               | 3                   | 1                | 4                |   |           |                          |                          |                          |                          |  |                     |                  |                  |                  |                  |  |  |

## Premiação final
| Campeonato Goiano 2019                          |
| Goiânia                                         |
| ----------------------------------------------- |
| Atlético Goianiense Campeão Goiano (14º título) |

## Média de Público
| Nº | Time                | Jogos | Público Total* | Média de Público* |
| -- | ------------------- | ----- | -------------- | ----------------- |
| 1  | Goiás               | 9     | 38.307         | 4.256             |
| 2  | Vila Nova           | 8     | 30.182         | 3.773             |
| 3  | Anapolina           | 7     | 23.969         | 3.424             |
| 4  | Atlético Goianiense | 9     | 27.901         | 3.100             |
| 5  | Goiânia             | 8     | 11.582         | 1.448             |
| 6  | CRAC                | 7     | 9.812          | 1.402             |
| 7  | Itumbiara           | 6     | 6.179          | 1.030             |
| 8  | Goianésia           | 7     | 6.834          | 976               |
| 9  | Grêmio Anápolis     | 6     | 4.098          | 683               |
| 10 | Iporá               | 6     | 3.926          | 654               |
| 11 | Aparecidense        | 7     | 3.773          | 539               |
| 12 | Novo Horizonte      | 6     | 2.415          | 402               |

*Considera-se apenas o público pagante.

## Maiores públicos
Estes são os dez maiores públicos do Campeonato. 
| Nº | Público[PP] | Mandante            | Placar | Visitante           | Estádio         | Data            | Rodada    |
| -- | ----------- | ------------------- | ------ | ------------------- | --------------- | --------------- | --------- |
| 1  | 8 176       | Goiás               | 3–1    | Goiânia             | Serrinha        | 06 de abril     | Semifinal |
| 2  | 7 710       | Goiás               | 2–0    | Vila Nova           | Serrinha        | 27 de janeiro   | 3ª        |
| 3  | 7 375       | Goiás               | 0–1    | Atlético Goianiense | Olímpico        | 21 de abril     | Final     |
| 4  | 6 641       | Vila Nova           | 0–1    | Goiás               | OBA             | 24 de fevereiro | 8ª        |
| 5  | 6 357       | Vila Nova           | 1–0    | Aparecidense        | Serra Dourada   | 19 de janeiro   | 1ª        |
| 6  | 6 188       | Atlético Goianiense | 1–0    | Vila Nova           | Antônio Accioly | 7 de abril      | Semifinal |
| 7  | 5 631       | Goiânia             | 0–3    | Goiás               | Serra Dourada   | 20 de janeiro   | 1ª        |
| 8  | 5 620       | Vila Nova           | 1–1    | Atlético Goianiense | Olímpico        | 31 de março     | Semifinal |
| 9  | 5 054       | Goiás               | 3–0    | Atlético Goianiense | Serrinha        | 03 de fevereiro | 5ª        |
| 10 | 4 636       | Atlético Goianiense | 3–0    | Goiás               | Olímpico        | 14 de abril     | Final     |